# Димова, Анна Васильевна
Анна Васильевна Димова (в девичестве — Шапошникова) (19 декабря 1928, хутор Шапошников, Центрально-Чернозёмная область — 12 ноября 2010 года, Оренбург, Оренбургская область, Россия) — рабочая Хецерского совхоза Зугдидского района Грузинской ССР; Герой Социалистического Труда (1950).

## Биография
Родилась 19 декабря 1928 года на хуторе Шапошников (ныне Алексеевского района Белгородской области) в крестьянской семье. Русская. В 1933 году семья переехала в Грузию. Здесь окончила школу и в 1939 году начала трудовую деятельность.
Трудилась в Хецерском совхозе Зугдидского района рабочей на чайной плантации, затем сборщиком чая. В 1949 году добилась особенно высоких результатов — получила урожай сортового зелёного чайного листа 6319 килограммов с площади 0,5 гектара.
Указом Президиума Верховного Совета СССР от 31 июля 1950 года за получение высоких урожаев сортового чайного листа Шапошниковой Анне Васильевне присвоено звание Героя Социалистического Труда с вручением ордена Ленина и золотой медали «Серп и молот».
В 1954 году вышла замуж за фронтовика Димова Николая Ивановича. Ещё много лет продолжала работать на чайных плантациях, неоднократно становилась победительницей социалистического соревнования. Награждена бронзовой и серебряной медалями ВДНХ. В 1984 году ушла на заслуженный отдых.
В 1985 году семья Димовых переехала в город Оренбург. С 1986 по 1989 годы А. В. Димова была депутатом райсовета, затем членом президиума Совета ветеранов труда.
Награждена двумя орденами Ленина, медалями.
Анна Васильевна Димова умерла 12 ноября 2010 года.